# Милерсбург (Индијана)
Милерсбург (енгл. Millersburg) град је у америчкој савезној држави Индијана.

## Демографија
По попису из 2010. године број становника је 903, што је 35 (4,0%) становника више него 2000. године.
| Група             | 2000.       | 2010.       |
| Белци             | 854 (98,4%) | 852 (94,4%) |
| Афроамериканци    | 1 (0,1%)    | 5 (0,6%)    |
| Азијати           | 0 (0,0%)    | 0 (0,0%)    |
| Хиспаноамериканци | 11 (1,3%)   | 40 (4,4%)   |
| Укупно            | 868         | 903         |